# Radivoj Krivokapić
Radivoj Krivokapić (Senta, 11 september 1953 – aldaar, 12 november 2024) was een Servisch handballer.
Op de Olympische Spelen van 1976 in Montreal eindigde hij op de vijfde plaats met Joegoslavië. Krivokapić speelde vijf wedstrijden en scoorde dertien doelpunten.
Krivokapić overleed op 12 november 2024 op 71-jarige leeftijd aan een hartaanval.
Abaz Arslanagić · Vlado Bojović · Hrvoje Horvat · Milorad Karalić · Radivoj Krivokapić · Zdravko Miljak · Željko Nimš · Radisav Pavićević · Branislav Pokrajac · Nebojša Popović · Zdravko Rađenović · Zvonimir Serdarušić · Predrag Timko · Zdenko Zorko